# T. D. Ranga Ramanujan
T. D. Ranga Ramanujan (Tata Desika Ranga Ramanujan; * 27. Mai 1921 in Gandarakottai, Madras; † 14. Oktober 2013 in Hyderabad, Andhra Pradesh) war ein indischer Tischtennisfunktionär.

## Leben
Ranga Ramanujan wurde als Sohn von A. T. Desikachari im Distrikt South Arcot geboren und erlangte eine Ausbildung als Journalist. Er leitete etwa 40 Jahre lang den Indischen Tischtennisverband. Auch im Weltverband ITTF übernahm er Funktionärsaufgaben, zunächst als stellvertretender Vorsitzender (Executive Vice President), ab 1999 im Beirat (President’s Advisory Council). 1969 gründete er die Commonwealth Table Tennis Federation, seit 2000 war er deren Ehrenpräsident. Er gehörte 1972 zu den Gründern des Tischtennisverbandes Asien (Asian Table Tennis Union ATTU), dem er zeitweise als Präsident vorstand.
Ranga Ramanujan war verheiratet und hatte zwei Söhne und drei Töchter.